# Мюрат, Мария Антуанетта
Мария Антуанетта Мюрат (фр. Marie Antoinette Murat; 3 января 1793, Лабастид-Мюра — 19 января 1847, Зигмаринген) — супруга Карла Гогенцоллерн-Зигмарингена.

## Жизнь
Мария Антуанетта была дочерью Пьера Мюрата (1748—1792), старшего брата короля Неаполя Иоахима Мюрата, и Луизы д’Асторг (1762—1832).
4 февраля 1808 года в Париже Мария Антуанетта вышла замуж за Карла Гогенцоллерн-Зигмарингена, старшего сына Антона Алоиса Гогенцоллерн-Зигмарингена. У них было четверо детей:
- Принцесса Каролина (1810—1885), 1-й муж с 1839 года граф Фридрих Франц Антон Гогенцоллерн-Хегинген (1790—1847), 2-й муж с 1850 года Иоганн Штагер Вальдбург (1822—1882)
- Принц Карл Антон (7 сентября 1811 — 2 июня 1885), князь Гогенцоллерн-Зигмаринген (1848—1849), премьер-министр Пруссии, женат с 1834 года на Жозефине Баденской (1813—1900)
- Принцесса Антуанетта Мария (30 апреля 1815 — 14 января 1841), муж с 1835 года принц Эдуард Саксен-Альтенбургский (1804—1852)
- Принцесса Фредерика (24 марта 1820 — 7 сентября 1906), муж с 1844 года маркиз Джоаккино Наполеоне Пеполи (1825—1881)

## Титулы
- 3 января 1793 — 28 января 1808: Мария Антуанетта Мюрат
- 28 января 1808 — 4 февраля 1808: Её Императорское Высочество Мария Антуанетта, принцесса Франции[3]
- 4 февраля 1808 — 17 октября 1831: Её Высочество Наследная принцесса Гогенцоллерн-Зигмарингенская
- 17 октября 1831 — 19 января 1847: Её Высочество Принцесса Гогенцоллерн-Зигмарингенская